# San Sebastián de Aparicio
San Sebastián de Aparicio är en ort i Mexiko.   Den ligger i kommunen Puebla och delstaten Puebla, i den sydöstra delen av landet, 110 km öster om huvudstaden Mexico City. San Sebastián de Aparicio ligger 2 277 meter över havet och antalet invånare är 6 644.
Terrängen runt San Sebastián de Aparicio är platt åt sydväst, men åt nordost är den kuperad. Runt San Sebastián de Aparicio är det mycket tätbefolkat, med 2 614 invånare per kvadratkilometer. Närmaste större samhälle är Puebla de Zaragoza, 8,5 km sydväst om San Sebastián de Aparicio. Runt San Sebastián de Aparicio är det i huvudsak tätbebyggt.